# Ronald Forbes Adam
Sir Ronald Forbes „Bill“ Adam, 2. Baronet, GCB, DSO, OBE (* 30. Oktober 1885; † 26. Dezember 1982) war ein britischer General der British Army, der unter anderem zwischen 1937 und 1938 Kommandant des Staff College Camberley, von 1938 bis 1939  stellvertretender Chef des Imperialen Generalstabes, zwischen 1939 und 1940 Kommandierender General des III. Korps, von 1940 bis 1941 Kommandierender General des Nordkommandos sowie zuletzt zwischen 1941 und 1946 Generaladjutant der Streitkräfte war. Nach seinem Eintritt in den Ruhestand engagierte sich Adam in verschiedenen Organisationen, insbesondere zur Förderung von Bildung und Wissenschaften.

## Leben

### Familie, Offizier und Zeit bis zum Zweiten Weltkrieg
Adam war der älteste Sohn des Bankmanagers Frank Forbes Adam, der Präsident der Bank of Bombay war und am 15. Februar 1917 zum Baronet, of Hankelow Court, in the County of Sussex, erhoben wurde, und dessen Ehefrau Rose Frances Kemball. Sein jüngerer Bruder Eric Forbes Adam war ein Cricketspieler und Diplomat, während sein jüngster Bruder Colin Forbes Adam mehrere Jahre Deputy Lieutenant von Kingston upon Hull war. Seine einzige Schwester Hetty Reay Clifford Forbes Adam wurde für ihre Verdienste als Sekretärin der Women’s Land Army der Grafschaft West Sussex am 28. Mai 1943 zum Mitglied des Order of the British Empire (MBE) ernannt.
Adam selbst absolvierte nach dem Besuch des renommierten Eton College eine militärische Ausbildung an der Royal Military Academy Woolwich und wurde nach deren Beendigung am 27. Juli 1905 zum Leutnant der Royal Horse and Royal Field Artillery befördert. Während des Ersten Weltkrieges diente er als Offizier der British Army in Frankreich, Flandern und Italien. Für seine militärischen Verdienste wurde ihm am 3. Juni 1918 der Distinguished Service Order (DSO) verliehen. Er absolvierte von 1920 bis 1921 den Kurs am Staff College Camberley. Nach seiner Beförderung in den zeitweisen Rang als Oberstleutnant (Temporary Lieutenant-Colonel) am 1. Januar 1923 wurde er Instrukteur am Staff College und erhielt am Ende dieser Verwendung die rückwirkende Beförderung zum Major. Nach dem Tode seines Vaters erbte er am 22. Dezember 1926 den Titel als 2. Baronet Adam, of Hankelow Court, in the County of Sussex. Am 1. Juli 1927 erfolgte seine Beförderung in den Brevet-Rang eines Oberstleutnants. Als solcher war er zwischen dem 19. Januar 1927 und dem 18. Januar 1931 Generalstabsoffizier Zweiten Grades im Kriegsministerium (War Office).
Nach seiner Beförderung zum Oberst am 9. Oktober 1932 wurde Adam abermals Instrukteur am Staff College Camberley und verblieb in dieser Verwendung bis zum 18. Januar 1935. Danach war er zwischen dem 19. Januar 1935 und dem 30. September 1936 Generalstabsoffizier Ersten Grades im Kriegsministerium. Daraufhin wurde er am 1. Oktober 1936 in den zeitweisen Rang eines Brigadegeneral (Temporary Brigadier) befördert und übernahm als solcher bis zum 13. November 1936 den Posten als stellvertretender Leiter der Abteilung für militärische Operationen im Kriegsministerium.
Im Anschluss wurde Adam am 14. November 1934 Kommandeur der Artillerieverbände (Commander Royal Artillery) der von Generalmajor Clement Armitage kommandierten 1. Infanteriedivision. Nach seiner Beförderung in den zeitweisen Rang als Generalmajor (Temporary Major-General) wurde am 24. September 1937 wurde er Nachfolger von Generalmajor John Vereker, 6. Viscount Gort Kommandant des Staff College Camberley und verblieb auf diesem Posten bis zu seiner Ablösung durch Generalmajor Bernard Paget am 2. Januar 1938. Während dieser Zeit wurde er am 18. Dezember 1937 zum Generalmajor (Major-General) befördert. Im Anschluss wurde ihm am 3. Januar 1938 der zeitweise Rang eines Generalleutnant (Temporary Lieutenant-General) verliehen und er fungierte bis zu seiner Ablösung durch Generalmajor Hugh Massy am 24. Oktober 1939 als stellvertretender Chef des Imperialen Generalstabes (Deputy Chief Imperial General Staff), wobei er am 24. Oktober 1938 zum Generalleutnant befördert wurde. Als solcher war er einer der engsten Mitarbeiter von General John Vereker, 6. Viscount Gort, der seit 1937 Chef des Imperialen Generalstabes war. Am 2. Januar 1939 wurde er Companion des Order of the Bath (CB).

### Zweiter Weltkrieg und Nachkriegszeit
Nach Beginn des Zweiten Weltkrieges wurde Adam am 25. Oktober 1939 Kommandierender General (General Officer Commanding) des neu aufgestellten III. Korps, mit dem er vom 26. Mai bis zum 5. Juni 1940 an der Schlacht von Dünkirchen teilnahm. Am 7. Juni 1940 wurde er durch Generalleutnant James Marshall-Cornwall abgelöst und wurde selbst wiederum am 8. Juni 1940 Nachfolger von Generalleutnant William Bartholomew als Oberkommandierender (General Officer Commanding in Chief) des zu den Heimattruppen gehörenden Nordkommando (Northern Command). Auf diesem Posten verblieb er bis zum 2. Juni 1941 und wurde dann durch Generalleutnant Ralph Eastwood abgelöst.
Adam selbst wurde am 3. Juni 1941 Nachfolger von Generalleutnant Colville Wemyss Generaladjutant der Streitkräfte (Adjutant-General to the Forces) und übernahm damit eines der traditionell ältesten Ämter der britischen Armee, das bereits 1763 geschaffen wurde. Er war damit zugleich nach dem Chef des Imperialen Generalstabes zweithöchster militärischer Vertreter im Heeresausschuss (Army Board). Das Amt des Generaladjutanten übte er bis zu seiner Ablösung durch Generalleutnant Richard O’Connor am 16. Juni 1946 aus und wurde in dieser Funktion am 12. April 1942 zum General befördert. Zugleich fungierte er in Personalunion von September 1940 bis September 1950 sowohl als Kommandierender Oberst (Colonel Commandant) der Royal Artillery und des Army Educational Corps (AEC) sowie zwischen dem 12. Dezember 1945 und dem 4. Oktober 1951 als Colonel Commandant des Royal Army Dental Corps (RADC). Zum 1. Juli 1941 wurde er zum Knight Commander des Order of the Bath (KCB) geschlagen und führte seither den Namenszusatz „Sir“.
Am 5. Dezember 1941 wurde Adam zudem Mitglied des Heeresrates (Army Council), dem er bis zum 15. Juli 1946 angehörte. Am 1. Januar 1946 wurde er ferner zum Knight Grand Cross des Order of the Bath (GCB) erhoben. Er schied am 15. Juli 1946 aus dem aktiven Militärdienst aus. Am 14. November 1947 wurde er Commander des Legion of Merit.
Nach seinem Eintritt in den Ruhestand engagierte sich Adam in verschiedenen Organisationen, insbesondere zur Förderung von Bildung und Wissenschaften. Er war unter anderem zwischen 1946 und 1947 Präsident des 1787 gegründeten Marylebone Cricket Club (MCC), von 1946 bis 1952 Mitglied der Bergarbeiter-Wohlfahrtskommission (Miners Welfare Commission) sowie zwischen 1946 und 1952 Vorsitzender und Generaldirektor des British Council. Des Weiteren war er von 1947 bis 1952 Präsident des National Institute of Industrial Psychology, zwischen 1948 und 1967 Mitglied des Rates des Pädagogischen Instituts der Universität London sowie 1949 Präsident der Library Association. Daneben war er zwischen 1949 und 1964 Präsident des National Institute of Adult Education, von 1950 bis 1954 Mitglied des Exekutivrates der UNESCO, dessen Vorsitzender er zwischen 1952 und 1954 war. Ferner fungierte er als Nachfolger von Wilfred Griffin Eady von 1956 bis 1961 als Prinzipal des 1854 gegründeten Working Men’s College.